# Whonamedit?
Whonamedit? (транскр. Хунејмдит; прев. „ко га је именовао?”) веб-сајт је на енглеском језику, база биографских и библиографских података и речник медицинских епонима, који је на дан 8. јануара 2011. имао 8.523 медицинских епонима и 3.410 биографија људи повезаних са њима (128 жена и 3.280 мушкараца , односно лекара по којима се неки појам у медицини именован).
Иако је сајт примарно речник епонима, у њему се уз биографске податке наводи и свеобухватна библиографија многих лекара и научника.
Велики број биографских ставки и епонима се на сајту може лако претраживати по абецедном реду и по категорији, а листа свих епонима је брзо доступна и по земљама и презименима наведених људи, а постоји и посебна листа епонима и биографија жена.
Сајт је настао 1994. у Норвешкој, од стране норвешке групе ентузијаста, под руковотсвом историчара медицине Оле Данијел Енерсена (Ole Danielem Enersenem), са плановима да буде проширен (са садашњих 8.294), на више од 15.000 епонима и 6.000 биографија.
Иако је сајт поједностављен, и углавном развијен у текстуалном облику, без илустрација и са одређеним грешкама у библиографским подацима и неким застарелим епонимима (који су временом измењени или се повремено мењају новим у пракси провереним доказима), неспорна је чињеница да он може послужити као извор многобројних биографских и библиографских података о истакнутим ствараоцима у области медицине.